# Zemský okres Oberberg
Zemský okres Oberberg (německy Oberbergischer Kreis) je zemský okres v německé spolkové zemi Severní Porýní-Vestfálsko, ve vládním obvodu Kolín nad Rýnem. Sídlem správy zemského okresu je město Gummersbach. Má přibližně 271 tisíc obyvatel. 

## Města a obce
| Města: 1. Bergneustadt 2. Gummersbach 3. Hückeswagen 4. Radevormwald 5. Waldbröl 6. Wiehl 7. Wipperfürth | Obce: 1. Engelskirchen 2. Lindlar 3. Marienheide 4. Morsbach 5. Nümbrecht 6. Reichshof |